# Тиаго Силва (р. 1979)
 Вижте също: Тиаго Силва (р. 1984).
Тиаго Силва дош Сантош (на португалски: Tiago Silva dos Santos, произнася се Тиагу Силва душ Сантуш) е бразилски футболист, бивш младежки национал, ляв защитник/ляв полузащитник. Роден на 4 април 1979 г. в Такуари, щата Рио Гранде до Сул. През зимата на 2002 година бразилецът е привлечен в редиците на Литекс (Ловеч). Във визитката му се откроява престой в местния гранд Палмейрас където е работил и спечелил доста купи с известния треньор Луиш Фелипе Сколари. Бразилецът бързо се превръща във водеща фигура за Литекс и се утвърждава като най-добрият ляв халфбек в България. Един от най-качествените чужденци подвизавали се в родната А група. С типичната си бразилска техника и пробиви по фланга, Тиаго печели уважението и симпатиите на феновете и специалистите. В началото на 2005 г. е продаден на ЦСКА. Има един мач за националния отбор на България срещу Турция но след това от ФИФА забраняват на играча да облича бялата фланелка след като става ясно, че се е подвизавал в младежки формации на националния отбор на Бразилия.

## Клубни отбори
- МФК Пинейрош (Бразилия)
- Жувентуде (Бразилия)
  - 1998 г. шампион на щата Рио Гранде до Сул)
- Палмейраш (Бразилия)
  - 1998 г. носител на Копа Меркосур
  - 1999 г. носител на Копа Либертадорес
  - 1999 г. финал за Междуконтиненталната купа
  - 2000 г. шампион на щата Сао Пауло
- Флуминензе (Бразилия)
- Португеза (Бразилия)
- Литекс (Ловеч)
  - 2004 г. носител на Купата на България.
- ЦСКА (София)
  - 2005 г. шампион на България
  - 2006 г. носител на Купата на България
  - 2006 г. носител на Суперкупата на България
  - Генк
  - Купа на Белгия – 2009

## Национални отбори
Има 13 мача за младежкия национален отбор по футбол на Бразилия. Участник на световното първенство за младежи в Нигерия. С младежкия национален отбор печели турнира „Краля на Тайланд“ (1999 г.). Има българско гражданство. Има и 1 мач за националния отбор на България, в контролата срещу Турция през август 2005 г. След нея обаче е установено, че той няма право да играе за друг национален отбор освен бразилския, след като вече е играл в юношески и младежки формации на Бразилия. Така той със сигурност няма да може да играе повече за България.